# Kabaret Ani Mru-Mru
Ani Mru-Mru – polski kabaret z Lublina założony we wrześniu 1999 r. Od 2001 r. tworzą go Marcin Wójcik (założyciel i pomysłodawca), Michał Wójcik i Waldemar Wilkołek.

## Historia
Kabaret powstał we wrześniu 1999 r. W pierwszym składzie znaleźli się: Joanna Kolibska, Grzegorz Tatara, Maciej Wojnarowski i Marcin Wójcik. Niedługo później dołączył do nich pianista Janusz Bronkiewicz. Premiera pierwszego programu odbyła się 1 grudnia 1999 r. w kawiarni artystycznej klubu HADES w Lublinie.
15 stycznia 2000 r. kabaret opuścili Grzegorz Tatara i Maciej Wojnarowski, a skład zespołu uzupełnił Michał Wójcik. W tym czasie członkowie kabaretu Ani Mru-Mru (z wyjątkiem pianisty Janusza Bronkiewicza) występowali również jako „Trio Dyszona”. W czerwcu 2000 r. kabaret opuścił Janusz Bronkiewicz, a na jego miejsce został przyjęty dźwiękowiec Waldemar Wilkołek.
W grudniu 2000 r. kabaret Ani Mru-Mru po raz pierwszy został dostrzeżony podczas ogólnopolskiego festiwalu (był to III Ogólnopolski Festiwal Kabaretów Studenckich „Wyjście z cienia” w Gdańsku), co zaczęło owocować nagrodami podczas tego i następnych festiwali. W grudniu 2001 r. kabaret opuściła Joanna Kolibska i od tej chwili skład Ani Mru-Mru tworzą Marcin Wójcik, Michał Wójcik i Waldemar Wilkołek. Marcin i Michał, mimo że noszą to samo nazwisko, nie są ze sobą spokrewnieni.
Marcin Wójcik i Michał Wójcik występowali również w improwizowanym serialu pt. „Spadkobiercy”.

## Skład
- Marcin Wójcik (założyciel)
- Michał Wójcik (od stycznia 2000 r.)
- Waldemar Wilkołek (od czerwca 2000 r.)

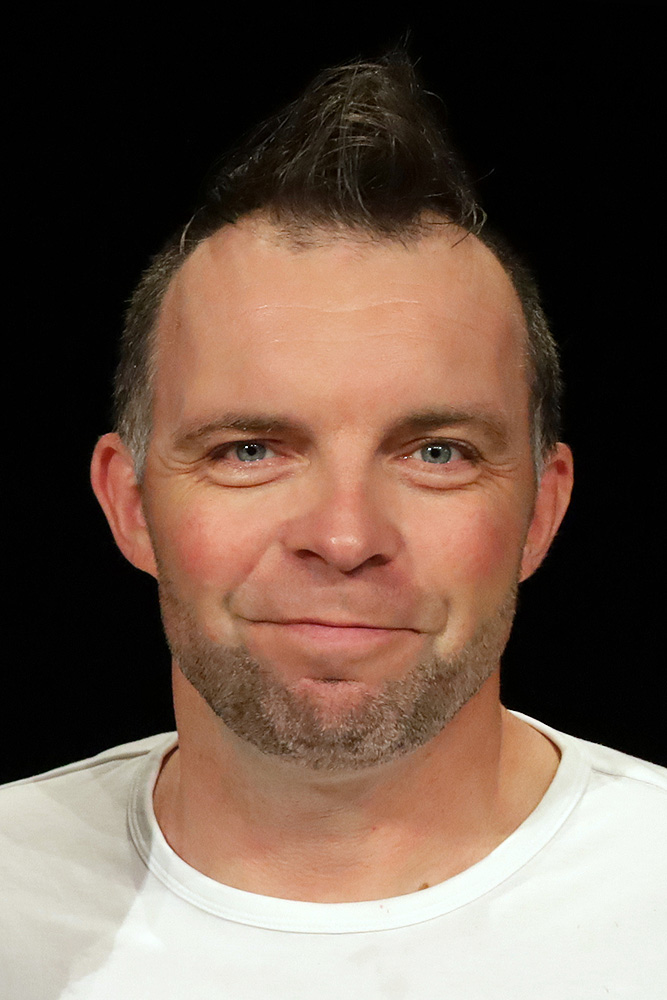
Marcin Wójcik
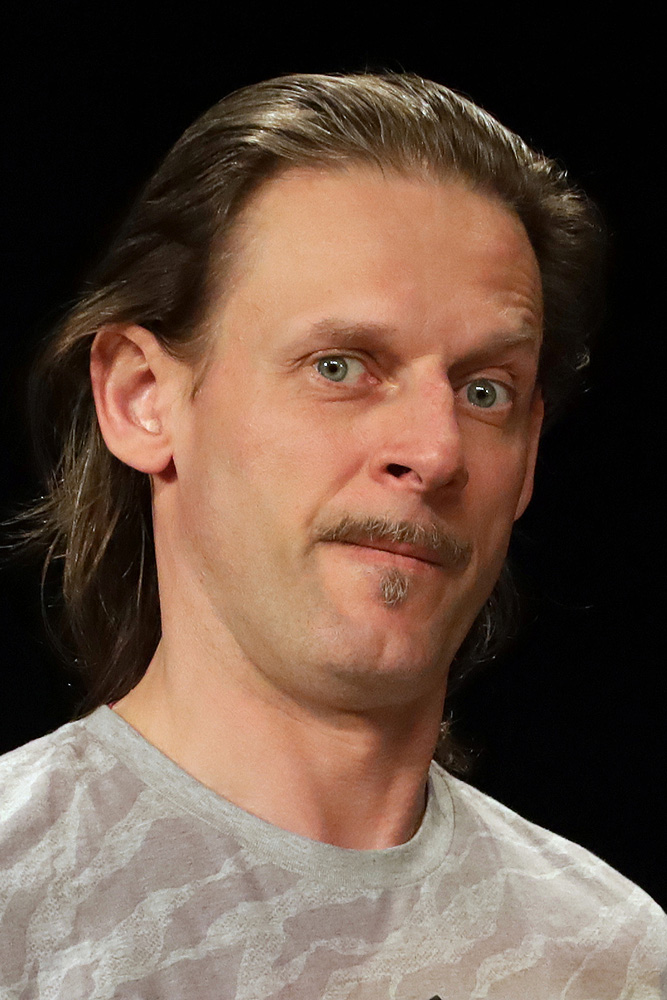
Michał Wójcik
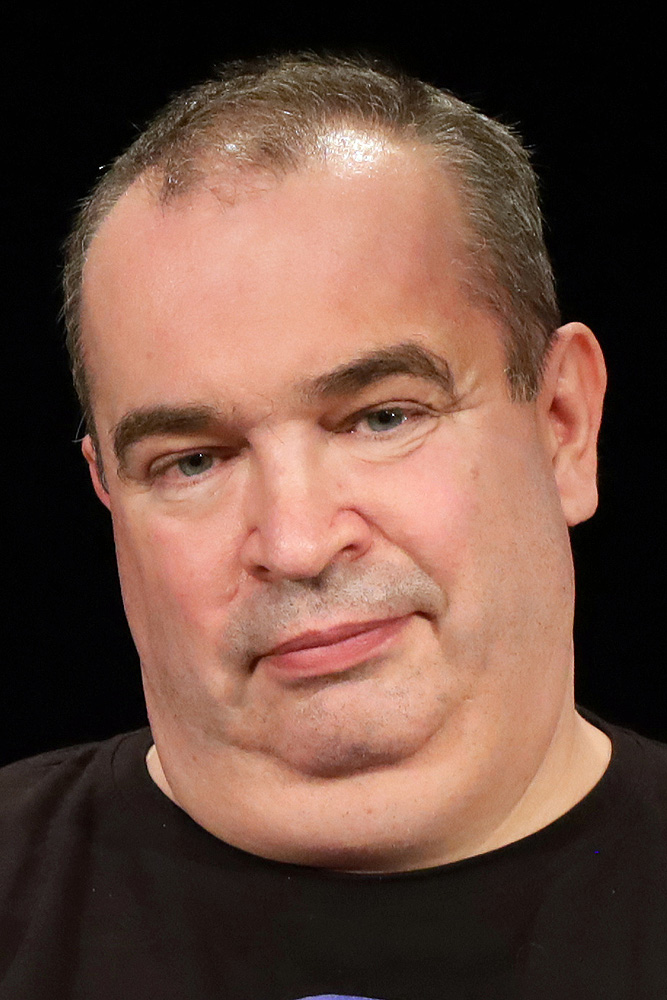
Waldemar Wilkołek

Poprzedni członkowie
- Joanna Kolibska (do grudnia 2001 r.)
- Grzegorz Tatara (do stycznia 2000 r.)
- Maciej Wojnarowski (do stycznia 2000 r.)
- Janusz Bronkiewicz (do czerwca 2000 r.)

## Programy kabaretowe
- Nic ciekaweeegooo – premiera: 1 czerwca 2000 r.
- 10 Lecie Kabaretu Ani Mru Mru
- Czerń czy biel – premiera: 22 kwietnia 2010 r.
- Nuda, rutyna i odcinanie kuponów – premiera: 17 marca 2012 r.[3]
- Jeśli się nie da, a bardzo się chce...to można! – premiera: 9 listopada 2013 r.
- Skurcz - premiera: 29 kwietnia 2016 r.
- Cirque de volaille, czyli ostatnie takie trio - premiera: 20 września 2019 r.
- Mniej więcej - premiera: 15 marca 2024 r.

## Nagrody i odznaczenia
- 2000

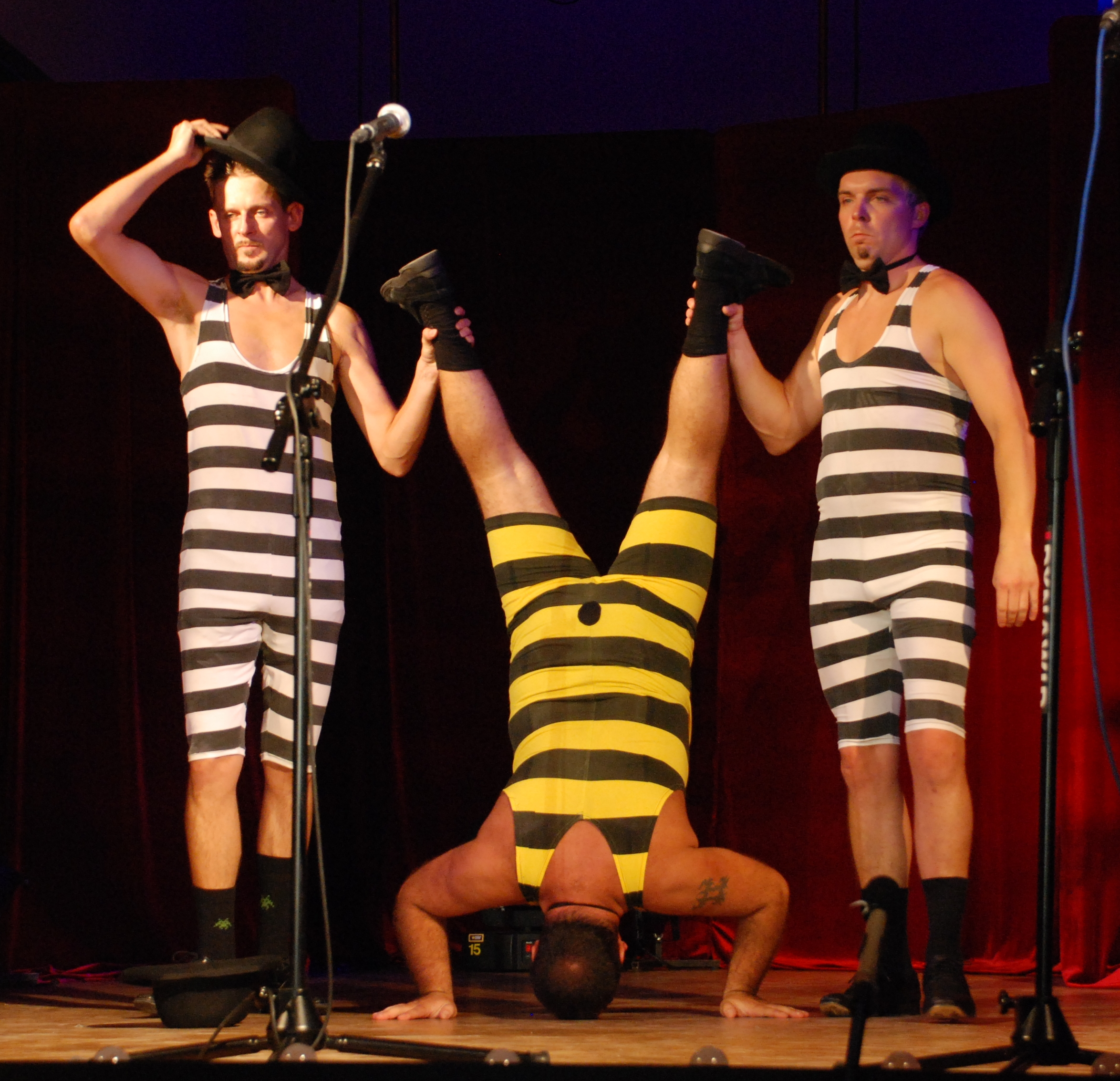
Kabaret Ani Mru-Mru (2007)

  - III Festiwal Kabaretów Studenckich „Wyjście z cienia” – II miejsce, Nagroda Dziennikarzy, Nagroda Za Najlepszy Skecz oraz indywidualna Nagroda Za Kreację Aktorską (Michał Wójcik) – Gdańsk
- 2001
  - PaKA – I miejsce, Nagroda Dziennikarzy – Kraków
  - VII Mazurskie Lato Kabaretowe Mulatka – I miejsce oraz Nagroda Dziennikarzy i Mediów, a także wyróżnienie w konkursie piosenki kabaretowej – Ełk
  - XXII Lidzbarskie Biesiady Humoru i Satyry – Grand Prix, Złota Szpilka, Nagroda Dziennikarzy oraz Nagroda publiczności – Lidzbark Warmiński
  - IV Festiwal Kabaretów Studenckich „Wyjście z cienia” – Nagroda Publiczności, wyróżnienie – Gdańsk
- 2002
  - I Dąbrowska Ściema Kabaretowa – II miejsce oraz tytuł Beściaka 2002 – Dąbrowa Górnicza
  - PaKA – II miejsce oraz Nagroda Publiczności – Kraków
  - Mazurskie Lato Kabaretowe Mulatka – I miejsce, Nagroda Publiczności oraz wyróżnienie w konkursie piosenki – Ełk
  - Lidzbarskie Biesiady Humoru i Satyry – Grand Prix, nagroda publiczności, nagroda dziennikarzy – Lidzbark Warmiński
- 2003
  - II Dąbrowska Ściema Kabaretowa – tytuł Debeściaka 2003, nagroda za najlepszy rekwizyt – Dąbrowa Górnicza
  - Lidzbarskie Wieczory Humoru i Satyry – I miejsce, nagroda im. Ignacego Krasickiego – Lidzbark Warmiński
  - PaKA – Grand Prix i Nagroda Publiczności – Kraków
- 2007
  - TeleKamera 2007 – kategoria: kabaret
  - Świr w kategorii: najlepsza piosenka (Rolnik)
- 2008
  - TOPtrendy 2008 Kabareton I miejsce
- 2010
  - „Ryjek” − Złote Koryto, Złote Koryto Tajnego Jurora, Złote Koryto Publiczności, Melodyjna Nagroda im. Artura
- 2011
  - Telekamera 2011 – Specjalna nagroda programu TVP2